# 唐靖陵
唐靖陵为唐十八陵之一，为唐僖宗李儇墓。位于咸阳市乾县铁佛乡南陵村境内，距乾陵4公里,距铁佛古寺2公里，东为福银高速公路（G70）。
靖陵是唐十八陵中年代最晚的一座，也是唐陵中第一座进行考古发掘的帝王陵。由于该陵多次被盗，破坏严重，墓内的壁画已不足原来的三分之一，壁画的艺术水平远不能和盛时的相比。1995年经陕西省文物局批准，由省、县文物部门进行科学发掘。该陵地宫由墓道、甬道、墓室三部分组成，出土文物100余件，主要有石碑、石函、龙凤玉璧、玉佩、哀册玉残片、鎏金铜锁、鎏金宝石铜花等。

## 结构
靖陵积土为冢，陵台为复斗形，底呈方形，边长40米、高8.6米；顶亦方形，边长8米。陵园方形，边长480米，陵台在陵园里，东西居中，陵台距南神墙264米、距北神墙176米。陵园现存东北、西北和西南角阙址。东北角阙址高3米、底长16.1米、宽8米；西北角阙址高3米、底长5.5、宽4.5米；西南角阙址已被平掉，现存角阙址残迹长6.7米、宽5.5米。 